# Dunsinane Hill
Dunsinane Hill är en 220 meter hög kulle belägen i kommunen Perth and Kinross i Skottland. Den omnämns i en förutsägelse av häxorna i Shakespeares drama Macbeth: Macbeth af ingen öfvervinnas kan, Förr’n Birnams skog mot höga Dunsinan, Framrycker hotfullt. – Macbeth, IV akten I:a scenen, i översättning av Carl August Hagberg Närmaste större samhälle är Dundee, 18 km öster om Dunsinane Hill.

## Historia
På Dunsinane finns lämningar efter två gamla försvarsanläggningar. Detta är dock inte platsen där den historiske Macbeth av Skottland slutgiltigt besegrades av sin son, Malcolm Canmore. Slaget vid Dusinane Hill år 1054 innebar visserligen en begränsad förlust för Macbeth, men det var först år 1057 som han slutgiltigt besegrades och dödades i ett slag mot Malcolm vid Lumphanan i närheten av Aberdeen. Den ursprungliga stavningen av namnet är Dunsinnan, vilket på gaeliska betyder Myrornas kulle, något som eventuellt syftar på det stora antal människor som krävdes för att bygga försvarsanläggningarna.